# Passiflora sicyoides
Passiflora sicyoides är en passionsblomsväxtart som beskrevs av Adelbert von Chamisso och Schlecht.. Passiflora sicyoides ingår i släktet passionsblommor, och familjen passionsblomsväxter. Inga underarter finns listade i Catalogue of Life.